# Имамкулукент
Имамкулукент (азерб. İmamqulukənd, лезг. Манкъулидхуьр, Имамкъулудхуьр) — лезгинское село в Гусарском районе Азербайджана
Расположено в 16 километрах от административного центра района Гусара.

## Этимология
По некоторым данным село получила свое название в честь своего основателя Имамкулу.

## Культура и традиции
Село являлось одним из наиболее крупных центров по производству ковров сумахов. По мнению А. С. Пиралова:
Раньше сумахи ценились дороже ворсовых ковров и вывозились в г. Константинополь, а оттуда расходились по всему миру».